# Fatty chez lui
Pour plus de détails, voir Fiche technique et Distribution.
Fatty chez lui (titre original : The Rough House) est un film américain écrit et réalisé par Roscoe Arbuckle et Buster Keaton, sorti en 1917.
C'est le premier film à la réalisation duquel participe Buster Keaton.

## Synopsis
Une journée ordinaire dans la grande maison des Rough. Faisant la grasse matinée pendant que sa femme et sa belle-mère prennent leur petit-déjeuner, Fatty met le feu à son lit en fumant une cigarette. Ses tentatives pour l’éteindre mobilisent Al St. John le cuisinier et Buster Keaton le jardinier et tout le monde est copieusement arrosé.
L’incendie maîtrisé, Mme Rough et sa mère sortent pendant que Fatty, prenant son petit-déjeuner, courtise la bonne. Une bagarre débute dans la cuisine entre Al et Buster et dégénère en bataille rangée lorsque Fatty s’en mêle. Il chasse les domestiques turbulents ayant mis à sac toute la maison. Ces derniers sont finalement emmenés par un policier malencontreusement pris à partie. Resté seul avec la bonne, il est surpris par ces dames et elle est à son tour congédiée.
On reçoit ce midi chez les Rough, et Fatty est aussitôt contraint par sa belle-mère de remplacer les domestiques. L’occasion pour lui de montrer des talents bien particuliers pour la cuisine et le service. Pendant ce temps, au commissariat, Al et Buster s’engagent dans la police qui manque de recrues, en tant que suppléants.
L’histoire tourne alors au roman policier. Les deux invités s’avèrent être des voleurs déjà pris en filature et étroitement surveillés par un inspecteur. L’un d’entre eux dérobe des bijoux et se fait surprendre par le détective. Il s’ensuit une nouvelle bagarre générale et une course poursuite à coups de revolver à travers la maison et le jardin. Al et Buster, appelés en renfort, musarderont en chemin, mais finiront par surgir pour s’emparer des deux bandits, juste avant le carton de fin.

## Fiche technique
- Titre : Fatty chez lui
- Titre original : The Rough House
- Réalisation : Roscoe Arbuckle
- Scénario : Roscoe Arbuckle
- Photographie : Frank D. Williams
- Montage : Herbert Warren
- Producteur : Joseph M. Schenck
- Société de production : Comique Film Corporation
- Distribution : Paramount Pictures
- Pays d'origine : américain
- Langue : film muet- intertitres anglais
- Format : Noir et blanc - film muet
- Genre : Comédie burlesque
- Date de sortie :
  - États-Unis : 25 juin 1917
- Durée : 19 minutes

## Distribution
- Roscoe Arbuckle : Mr. Rough
- Al St. John : le cuisinier
- Buster Keaton : le jardinier
- Alice Lake : Mrs Rough
- Agnes Neilson : la belle-mère
- Glen Cavender

## Autour du film
Ce film est loin d'être le meilleur de la série des Fatty mais il est sans doute un des plus connus à cause d'une scène. Pour séduire la bonne, Fatty plante deux fourchettes dans deux petits pains et mime une danse étonnamment similaire (même si elle est plus courte) à celle qui reste dans les annales comme "la danse des petits pains" de la Ruée vers l'or de Charlie Chaplin sorti en 1925.